# Andrés Montaño
Andrés Anarbol Montaño Mora (Los Cabos, Baja California Sur, México, 22 de mayo de 2002) es un futbolista mexicano. Juega de centrocampista y su equipo actual es el Club de Fútbol Cruz Azul de la Primera División de México. Andrés Montaño es un talentoso futbolista mexicano conocido por su destreza en el mediocampo. Comenzó su carrera profesional con el equipo sub-17 del Atlético Morelia, donde jugó de 2019 a 2020, demostrando su potencial y habilidades en el campo. Su rendimiento le valió un lugar en el equipo sub-20 de Mazatlán FC, donde continuó su desarrollo de 2020 a 2022.

## Trayectoria
Inició su carrera en el equipo sub-17 de Morelia (2019-2020), en esta etapa, participó en 32 partidos y anotó 11 goles, demostrando su capacidad para influir en el juego tanto ofensiva como defensivamente.
Sus grandes actuaciones lo llevaron al equipo sub-20 de Mazatlán FC (2020-2022), donde tuvo 56 apariciones y anotó 22 goles. Su desempeño constante a nivel juvenil la catapultó al primer equipo.
Después de sus grandes actuaciones se consolidó en el primer equipo de Mazatlán FC (2022-2024). Aquí Montaño ha jugado en 61 partidos y anotado 8 goles, solidificando su papel como un centrocampista clave para el equipo.
En el verano de 2024 el equipo de Cruz Azul hizo oficial el fichaje del originario de Cabo San Lucas, Andrés fue presentado en el primer equipo donde portará el dorsal número 10.

## Estadísticas
Actualizado al último partido jugado el 11 de mayo de 2025.
| Club                    | Div.          | Temporada     | Liga  | Liga  | Liga   | Copas nacionales | Copas nacionales | Copas nacionales | Copas internacionales | Copas internacionales | Copas internacionales | Total | Total | Total  |
| Club                    | Div.          | Temporada     | Part. | Goles | Asist. | Part.            | Goles            | Asist.           | Part.                 | Goles                 | Asist.                | Part. | Goles | Asist. |
| ----------------------- | ------------- | ------------- | ----- | ----- | ------ | ---------------- | ---------------- | ---------------- | --------------------- | --------------------- | --------------------- | ----- | ----- | ------ |
| Mazatlán F. C. · México | 1.ª           | 2021-22       | 10    | 0     | 0      | —                | —                | —                | —                     | —                     | —                     | 10    | 0     | 0      |
| Mazatlán F. C. · México | 1.ª           | 2022-23       | 22    | 2     | 0      | —                | —                | —                | —                     | —                     | —                     | 22    | 2     | 0      |
| Mazatlán F. C. · México | 1.ª           | 2023-24       | 26    | 4     | 2      |                  |                  |                  | 3                     | 2                     | 0                     | 29    | 6     | 2      |
| Mazatlán F. C. · México | Total club    | Total club    | 58    | 6     | 2      | 4                | 0                | 0                | 3                     | 1                     | 0                     | 61    | 8     | 2      |
| Cruz Azul · México      | 1.ª           | 2024-25       | 28    | 4     | 3      | —                | —                | —                | 10                    | 1                     | 1                     | 38    | 5     | 4      |
| Cruz Azul · México      | 1.ª           | 2025-26       | 0     | 0     | 0      | —                | —                | —                | 0                     | 0                     | 0                     | 0     | 0     | 0      |
| Cruz Azul · México      | Total club    | Total club    | 28    | 4     | 3      | 0                | 0                | 0                | 10                    | 1                     | 1                     | 38    | 5     | 4      |
| Total carrera           | Total carrera | Total carrera | 86    | 10    | 2      | 4                | 0                | 0                | 13                    | 2                     | 1                     | 99    | 13    | 6      |

## Palmarés

### Campeonatos internacionales
| Título                           | Club                     | Sede             | Año  |
| -------------------------------- | ------------------------ | ---------------- | ---- |
| Liga de Campeones de la CONCACAF | Club de Fútbol Cruz Azul | Ciudad de México | 2025 |

## Selección nacional

### Sub-21
Montaño fue convocado por Raúl Chabrand para participar con la selección sub-21 en el Torneo Maurice Revello de 2022, donde México finalizó el torneo en el tercer lugar.

### Absoluta
Montaño debutó con la selección absoluta el 31 de mayo de 2024, en un partido amistoso contra Bolivia que se desarrolló en el Soldier Field de Chicago.